# Trite ponapensis
Trite ponapensis là một loài nhện trong họ Salticidae.
Loài này thuộc chi Trite. Trite ponapensis được Berry, Joseph A miêu tả năm 1997. Beatty & Jerzy Prószyński.